# セブン・ネットワーク
Seven Network（セブン・ネットワーク）は、シドニーに本拠を置くオーストラリアの大手メディア企業の1つ。オーストラリア最大級の民間テレビネットワーク「チャンネル7」を展開。
1956年にシドニーとメルボルンでテレビ放送を開始し、1963年に主要都市を結ぶネットワークを完成させた。

## 特徴
AFL、ラグビーワールドカップ、競馬のメルボルンカップといった人気スポーツイベントの放映権を持っている。自国で開催されたラグビーワールドカップ2003ではホスト制作局を務めた。
ドラマではLOSTやデスパレートな妻たちといった米ABC制作の作品が人気を集めている他、オリジナル作品では約20年に渡り続いている帯ドラマ『Home and Away』が看板番組となっている。またリアリティ番組である『ボーダー・セキュリティ』も同チャンネルで放送されており、日本では日本テレビの『世界まる見え!テレビ特捜部』でたびたび紹介されている。
テレビ放送における視聴率争いでチャンネル7は長年、チャンネル9を運営するナイン・ネットワークとトップを争っているが、ここ数年は2位の座に留まっていた（占有率でチャンネル7が29%前後なのに比べ、チャンネル9は27%前後。出典:2007年度のオーストラリア国内でのテレビ局別占有率）。出版事業において同社の発行する書籍は、オーストラリア国民の実に4人に1人が読んでいると言われており、出版業界の3分の2を占めている。

## オーストラリアのテレビ放送に関して
公共放送のオーストラリア放送協会や同じく国営の多言語放送 SBS、民放のナイン・ネットワーク（NINE、あるいはチャンネル9とも呼ばれる）、ネットワーク・テン（TEN、もしくはチャンネル10と呼ばれる）とともに5大ネットワークを築いている。

## Yahoo! 7
オーストラリア・ニュージーランド向けのYahoo!は、2006年1月から Sevenと米Yahoo! Inc.が共同出資して「Yahoo!7」の形で提供されており、他国のYahoo!と比べてトップページや構成などが大きく異なる。オーストラリアでは MSNもNine Networkとの共同出資で運営されている。